# 74 Galatea
Galatea /ɡæləˈtiːə/ (định danh hành tinh vi hình: 74 Galatea) là một tiểu hành tinh lớn ở vành đai chính. Bề mặt của nó có màu rất tối. Galatea được Ernst Tempel - nhà phát hiện nhiều sao chổi - phát hiện ngày 29 tháng 8 năm 1862 tại Marseille, Pháp. Đây là tiểu hành tinh thứ ba do ông phát hiện, và được đặt theo một trong hai Galatea trong thần thoại Hy Lạp. Một lần Galatea che khuất một sao đã được quan sát vào ngày 8 tháng 9 năm 1987. Tên Galatea cũng đã được trao cho một trong những vệ tinh của Sao Hải Vương.